# Кармасси, Массимо
Ма́ссимо Кармасси (итал. Massimo Carmassi; 5 июня 1943, Сан-Джулиано-Терме) — итальянский архитектор.

## Биография
Родился 5 июня 1943 года в Пизе, Италия. В 1970 году окончил факультет архитектуры Флорентийского университета. Профессор кафедры архитектурного проектирования и урбанистики Архитектурного института Венецианского университета. Преподавал на архитектурных факультетах в университетах Феррары, Генуи, Турина, Реджио Калабрия, в Академии архитектуры в Мендризио, а также в берлинской Hochschule der Kunst и в Сиракузском университете в Нью-Йорке.
В 1974 году основал Центр проектирования города Пиза, которым успешно руководил до 1990 года. С 1981 по 1985 годы был председателем Союза пизанских архитекторов. В настоящее время является главой собственной мастерской во Флоренции. Удостоен многочисленных наград, включая Золотую медаль Heinrich Tessenow Фонда Шумахера (Генриха Тессенова-Gesellschaft). Член Флорентийской академии рисунка, Академии Сан-Лука, берлинской Internationale Bauakademie Ev., почётный член American Institute of Architects. Занимает ведущее место как в области реставрации, так и в области современного градостроения.
Отличительные особенности мастера вырисовываются в его умении сочетать древнее и современное, консервативный и инновационный подход, которые сыграли важную роль в создании архитектурных образов, замечательные гармоничным совершенством, а жизнеутверждающая сила его работ, сочетание монументальности и изящества, творческой свободы и научной обоснованности замыслов архитектора, определили значительное влияние Массимо Кармасси на развитие архитектуры современной Италии.

## Основные проекты и постройки
Идеи Кармасси в области реставрации воплотились нагляднее всего в следующих работах:
- Реставрация стен средневекового города и прилегающих зданий. Пиза, 1979/98;
- Реставрация театра Teatro Comunale Giuseppe Verdi. Пиза, 1989;
- Реставрация больницы S.Maria della Scala (конкурс проектов многофункционального музейного комплекса, второе место). Сиена, 1992;
- Реконструкция Markt Galerie (конкурс проектов жилищно-офисного комплекса, первая премия). Сенигалья, 1998;
- Реставрация Foro Annonario с размещением в здании городской библиотеки и архива. Лейпциг, Германия, 1995;
- Реставрация комплекса шахты в Равви-Марки. Гаворрано, 2001;
- Реставрация Palazzo Ducale dei Gonzaga под музей и библиотеку. Гвасталла (Реджио Эмилия), 2001;
- Комплекс зданий музея современного искусства в Ферраре (проект) Феррара, 2002;
- Реставрация Real Collegio в монастыре S. Frediano (музей религиозного искусства). Лукка, 2002;
- Реставрация силоса и пекарни Caserma di S. Marta для Факультета экономики и торговли Веронского университета. Верона, 2009;
- Реставрация «Pelanda» (бывшая бойня в районе Testaccio). Рим, 2009.

В области современной архитектуры и градостроения выражены пространственная свобода, цельность и ясная закономерность композиций, а именно:
- 48-квартирный дом (кооперативное строительство). Понтедера (Пиза), 1993;
- Virgo — интерферометрическая антенна. Кашина (Пиза), 1998;
- Дворец съездов Italia-EUR (международный конкурс, один из 7 лучших проектов). Рим, 1998—1999;
- Расширение Национальной галереи современного искусства в Риме (международный конкурс, в числе 8 лучших проектов). Рим, 2000;
- Реконструкция квартала Shangai. Ливорно, 2001;
- Реконструкция церкви San Michele in Borgo, строительство жилья экономкласса и торговых площадей. Пиза, 1986—2002;
- Реконструкция северной части исторического центра, строительство подъёмника и автобусного терминала. Фермо, 2002;
- Учебный комплекс на площади Гарибальди. Треви (Перуджа), 2002;
- Расширение городского кладбища. Ареццо, 2002;
- Проект перестройки торгового центра и жилых зданий в районе Lingottino. Турин, 2003;
- Реконструкция речного порта. Рим, 2004;
- Комплекс студенческих общежитий Пармского университета на 800 мест. Парма, 2007;
- Детский сад. Аркоре (Милан), 2007.